# Обеднино
Обеднино — деревня в Вязниковском районе Владимирской области России, входит в состав Паустовского сельского поселения.

## География
Деревня расположена на берегу реки Индрус в 21 км на юг от центра поселения деревни Паустово и в 38 км на юг от города Вязники.

## История
В окладных книгах 1678 года деревня входила в состав Индрусского прихода, в ней было 19 дворов крестьянских и 10 бобыльских.
В конце XIX — начале XX века деревня входила в составе Сергиевской волости Гороховецкого уезда, с 1926 года — в составе Сергиево-Горской волости Вязниковского уезда. В 1859 году в деревне числилось 29 дворов, в 1905 году — 49 дворов, в 1926 году — 78 дворов.
С 1929 года деревня являлась центром Обеднинского сельсовета Вязниковского района, с 1935 года — в составе Злобаевского сельсовета Никологорского района, с 1954 года — в составе Сергиево-Горского сельсовета, с 1963 года — в составе Вязниковского района, с 2005 года — в составе Паустовского сельского поселения.

## Население
| 1859 | 1905 | 1926 | 2002 | 2010 | 2021 |
| ---- | ---- | ---- | ---- | ---- | ---- |
| 186  | ↗286 | ↗321 | ↘31  | ↘9   | ↘5   |